# Pandisus sarae
Pandisus sarae là một loài nhện trong họ Salticidae.
Loài này thuộc chi Pandisus. Pandisus sarae được Fred R. Wanless miêu tả năm 1980.